# Gallup (Nouveau-Mexique)
Pour les articles homonymes, voir Gallup.
La ville de Gallup (nom navajo : Naʼnízhoozhí) se trouve dans l'ouest de l'État du Nouveau-Mexique. 

## Historique
Gallup a été créée en 1880 à l'endroit où les ouvriers qui construisaient la ligne de chemin de fer venaient chercher leur paye chez le responsable David L. Gallup. Gallup devint officiellement le nom de la ville en 1881.
Gallup est une étape importante de la célèbre U.S. Route 66.
Cette ville est plus connue grâce à la mini-série The Lost Room de Syfy, dont l'action principale se déroule à Gallup. Plusieurs films ont été tournés à Gallup, parmi lesquels Billy the Kid.

## Démographie
40,11 % des habitants sont blancs, 36,64 % sont Amérindiens et 23,25 % appartiennent à d'autres ethnies.

## Transports
Gallup possède un aéroport municipal (code AITA : GUP).

## Culture
Depuis 90 ans, le Gallup Inter-Tribal Indian Ceremonial Dances est l'un des plus importants regroupements d'Indiens d'Amérique du Nord.